# Igor Tscherewtschenko
Igor Gennadjewitsch Tscherewtschenko (russisch Игорь Геннадьевич Черевченко; * 21. August 1974 in Duschanbe) ist ein ehemaliger tadschikischer Fußballspieler und nunmehriger -trainer.

## Karriere

### Als Spieler

#### Verein
Tscherewtschenko begann seine Karriere beim SSKA Pomir. Zur Saison 1995 wechselte er nach Russland zum Drittligisten FK Industrija Borowsk. Nach einer Spielzeit in Borowsk schloss er sich zur Saison 1996 dem Erstligisten Lokomotive Moskau an. Sein Debüt in der Premjer-Liga gab er dort im März 1996. In insgesamt sechs Spielzeiten bei Lok Moskau kam der Verteidiger zu 123 Einsätzen in der höchsten russischen Spielklasse. In seiner Zeit bei Lok wurde er insgesamt viermal Pokalsieger und dreimal Vizemeister. Zudem qualifizierte er sich 2001 mit den Moskauern für die UEFA Champions League, im letzten Gruppenspiel gelang ihm bei einem 2:0-Sieg gegen Real Madrid auch ein Tor.
Zur Saison 2002 wechselte er innerhalb der Stadt zum Ligakonkurrenten Torpedo Moskau. Für Torpedo spielte er zwölfmal, ehe er im August 2002 weiter zu Alanija Wladikawkas wechselte. Im Kaukasus kam er noch zu fünf Einsätzen, ehe er seine Karriere als Aktiver nach der Saison 2002 im Alter von 28 Jahren beendete.

#### Nationalmannschaft
Tscherewtschenko debütierte im Juni 1993 für die tadschikische Nationalmannschaft, für die er bis April 1994 achtmal spielte.

### Als Trainer
Nach seinem Karriereende kehrte Tscherewtschenko im Februar 2008 zu Lok Moskau zurück und wurde dort Co-Trainer. Diesen Posten hatte er unter diversen Cheftrainern inne. Nach der Trennung von Leanid Kutschuk im September 2014 wurde der Tadschike auf Interimsbasis zum ersten Mal selbst Cheftrainer. Lok betreute er für drei Spiele (zwei Siege, eine Niederlage), ehe er wieder Co-Trainer wurde. Nachdem sich der Hauptstadtklub auch von seinem Nachfolger Miodrag Božović im Mai 2015 getrennt hatte, wurde Tscherewtschenko ein zweites Mal in der Saison 2014/15 Interimstrainer. Unter seiner Führung wurde Lok Pokalsieger. Im Juni 2015 wurde er schließlich zum Cheftrainer befördert.
In der Saison 2015/16 belegte er mit Lok in der Liga den sechsten Rang, im Cup scheiterte man bereits im Achtelfinale und in der UEFA Europa League erreichte man die Zwischenrunde. Nach zwei sieglosen Partien zu Beginn der Saison 2016/17 trat Tscherewtschenko im August 2016 von seinem Posten zurück. Im Februar 2017 übernahm er den Zweitligisten Baltika Kaliningrad. Baltika, das er auf dem vorletzten Tabellenplatz übernommen hatte, führte er bis Saisonende noch zum Klassenerhalt. In der Saison 2017/18 belegte Kaliningrad den fünften Rang zu Saisonende. Nach Saisonende verließ er Baltika.
Im November 2018 wurde Tscherewtschenko Trainer des Erstligisten Arsenal Tula. Unter seiner Führung erreichte Tula zu Saisonende erstmals in der Vereinsgeschichte die Teilnahme am Europacup. In der Qualifikation zur UEFA Europa League schied man allerdings in der Folgesaison in der zweiten Runde gegen Neftçi Baku aus. Im Juli 2020 trat er von seinem Traineramt zurück, Arsenal lag zu jenem Zeitpunkt nach fünf Niederlage in Folge auf dem elften Tabellenplatz. Im September 2020 wurde er Trainer beim Erstligaaufsteiger FK Chimki. Chimki, das er nach acht Spieltagen sieglos auf einem Abstiegsplatz übernommen hatte, erreichte unter ihm als Trainer bis Saisonende noch den achten Platz. Nach nur zwei Siegen nach zwölf Spieltagen in der Saison 2021/22 trennte sich Chimki im Oktober 2021 von ihm. Nach nicht einmal einem Monat kehrte er Mitte November 2021 allerdings wieder nach Chimki zurück und übernahm das Team ein zweites Mal. Seine zweite Amtszeit in Chimki dauerte allerdings nur vier Partien (zwei Remis und Niederlagen), ehe sich der Klub vor Beginn der Frühjahrssaison im Februar 2022 wieder von ihm trennte.